# Fantasia of Life Stripe
『Fantasia of Life Stripe』（ファンタジア オブ ライフ ストライプ）は、flumpoolの2枚目のフルアルバム。2011年1月26日発売。

## 内容
- 「残像」以降のシングル収録曲4曲、配信限定だった「Snowy Nights Serenade〜心までも繋ぎたい〜」を含むの全14曲を収録。
- 初回限定版には、特典CDや撮りおろしブックレットが付属。

## 詳細発表
- アルバムの詳細発表は、フジテレビで1回のみ放送されたCMでの発表となった（シングル「どんな未来にも愛はある/Touch」に収録）。
- 発表前に自身のラジオでキャンペーンと称してアルバム名当てを行ったが、誰一人正解しなかった。

## 収録曲
1. 君に届け
  - 5thシングル収録。
  - 映画『君に届け』主題歌。
2. two of us
  - フジテレビTWO『あいのり2』主題歌。
  - レンタル専用シングルで先行発売を行った。このアルバムのリードシングル。
3. reboot 〜あきらめない詩〜
  - 4thシングル収録。
  - 日テレ系 南アフリカ2010サポートソング。
4. Snowy Nights Serenade〜心までも繋ぎたい〜
  - テレビ朝日『お願い!ランキング』12月度エンディングテーマ。
  - flumpoolのファンクラブ限定DVDシングルとして発売された。（販売終了）、
  - 着うた限定で2010年12月15日から28日までクリスマスverを配信した。
5. 東京哀歌
  - 読み方は「とうきょうエレジー」。
6. 流れ星
  - 4thシングルの2曲目に収録。
7. ベガ 〜過去と未来の北極星〜
  - メジャーデビュー後初の尼川作曲のナンバー。
8. 残像
  - 3rdシングル収録。
  - TBS系ドラマ『ブラッディ・マンデイ -シーズン2-』主題歌。

## 収録内容
| 全作詞: 山村隆太、全作曲: 阪井一生（#13、作曲: 尼川元気）、全編曲: 玉井健二、百田留衣。 |                                               |          |                                   |      |
| #                                                                                       | タイトル                                      | 作詞     | 作曲・編曲                        | 時間 |
| 1.                                                                                      | 「君に届け」                                  | 山村隆太 | 阪井一生 （#13、作曲: 尼川元気 ） | 5:22 |
| 2.                                                                                      | 「two of us」                                 | 山村隆太 | 阪井一生 （#13、作曲: 尼川元気 ） | 4:48 |
| 3.                                                                                      | 「reboot 〜あきらめない詩〜」                 | 山村隆太 | 阪井一生 （#13、作曲: 尼川元気 ） | 5:16 |
| 4.                                                                                      | 「Snowy Nights Serenade〜心までも繋ぎたい〜」 | 山村隆太 | 阪井一生 （#13、作曲: 尼川元気 ） | 5:47 |
| 5.                                                                                      | 「東京哀歌」                                  | 山村隆太 | 阪井一生 （#13、作曲: 尼川元気 ） | 4:45 |
| 6.                                                                                      | 「Music Surfer」                              | 山村隆太 | 阪井一生 （#13、作曲: 尼川元気 ） | 4:06 |
| 7.                                                                                      | 「僕はここにいる」                            | 山村隆太 | 阪井一生 （#13、作曲: 尼川元気 ） | 4:54 |
| 8.                                                                                      | 「君のための100のもしも」                     | 山村隆太 | 阪井一生 （#13、作曲: 尼川元気 ） | 5:48 |
| 9.                                                                                      | 「この時代を生き抜くために」                  | 山村隆太 | 阪井一生 （#13、作曲: 尼川元気 ） | 3:59 |
| 10.                                                                                     | 「流れ星」                                    | 山村隆太 | 阪井一生 （#13、作曲: 尼川元気 ） | 5:34 |
| 11.                                                                                     | 「ギルト」                                    | 山村隆太 | 阪井一生 （#13、作曲: 尼川元気 ） | 4:55 |
| 12.                                                                                     | 「しおり」                                    | 山村隆太 | 阪井一生 （#13、作曲: 尼川元気 ） | 4:35 |
| 13.                                                                                     | 「ベガ 〜過去と未来の北極星〜」               | 山村隆太 | 阪井一生 （#13、作曲: 尼川元気 ） | 4:59 |
| 14.                                                                                     | 「残像」(弦編曲: 村山達哉)                    | 山村隆太 | 阪井一生 （#13、作曲: 尼川元気 ） | 5:46 |
| 合計時間:                                                                               | 合計時間:                                     | 70:34    |                                   |      |

## テレビ出演
- A-Studio（TBS、2011年1月14日）
- Music Lovers（日本テレビ、2011年1月23日）
- HEY!HEY!HEY! MUSIC CHAMP（フジテレビ、2011年1月24日）
- MUSIC STATION（テレビ朝日、2011年1月28日）